# Решётка (заграждение)

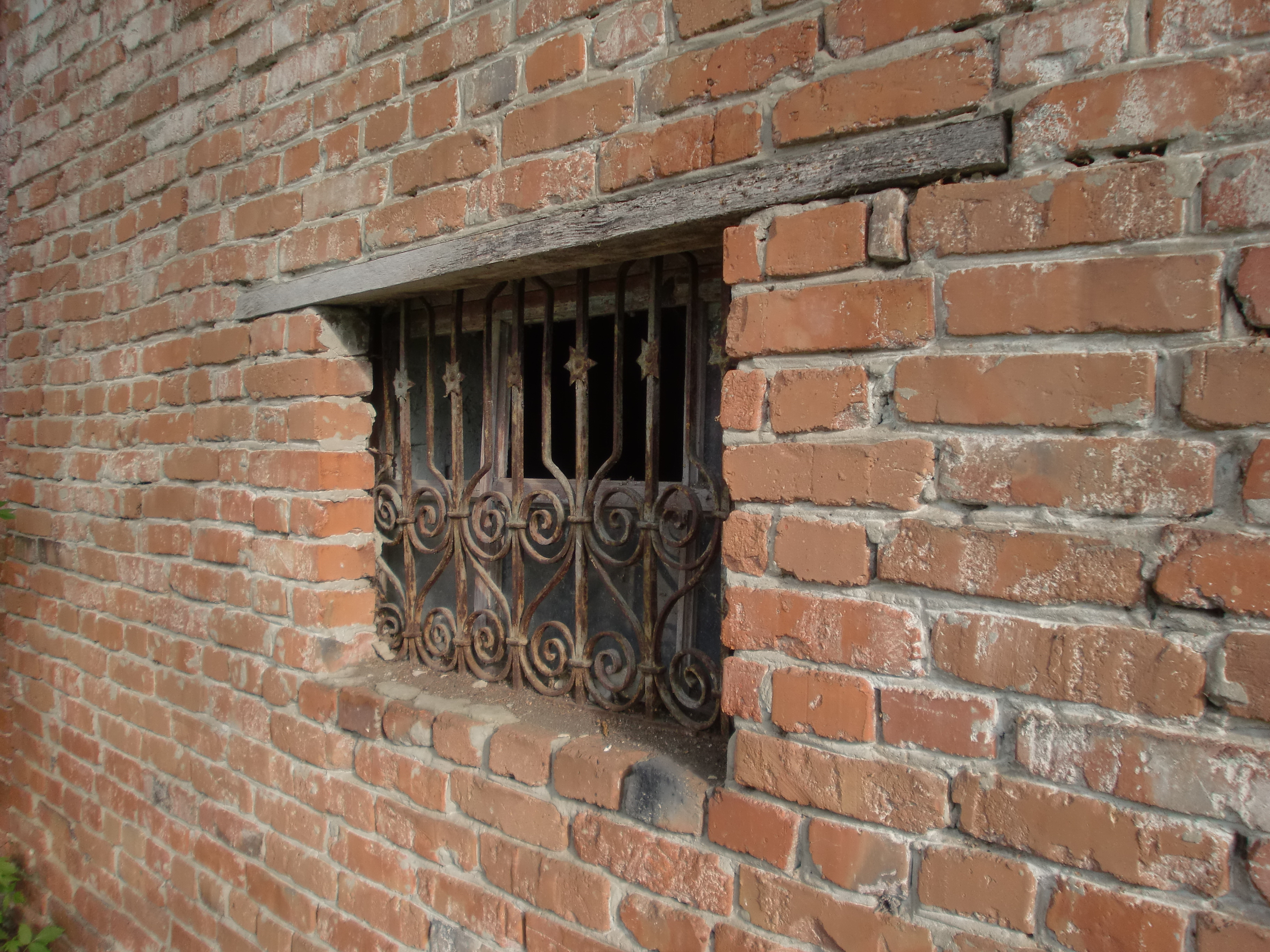
Решётка в стене мельницы (1909г.) Алексеевка

Решётка — заграждение, строительная (чаще всего — металлическая) конструкция из прутьев круглого или квадратного сечения, арматурного проката, профильной трубы или других видов стального проката. 
Решётка имеет несколько основных назначений:
1. защита от несанкционированного проникновения в защищаемое решёткой помещение; ранее с этой целью решётки широко применялись в фортификационных сооружениях[1].
2. препятствование покинуть здание (например в тюрьмах).
3. декоративное оформление фасада здания, в части оконных и дверных проёмов.